# OpenSolaris
Az OpenSolaris ( /ˌ oʊ p ən s ə l ɑːr ɪ s / ) egy megszűnt, Solarison alapuló nyílt forráskódú számítógépes operációs rendszer, amelyet a Sun Microsystems hozott létre. Ez volt annak a projektnek a neve is, amelyet a Sun kezdeményezett, és amely fejlesztési és felhasználói közösséget épített a szoftver köré. A Sun Microsystems 2010-es felvásárlása után az Oracle úgy döntött, hogy beszünteti az alapszoftver nyílt fejlesztését, és az OpenSolaris disztribúciós modellt lecserélte a saját fejlesztésű Solaris Expressre.
Mielőtt az Oracle az alap fejlesztését "zárt ajtók mögé" költöztette, az egykori OpenSolaris-fejlesztők egy csoportja úgy döntött, hogy az alapszoftvert OpenIndiana néven forgalmazza. Az Illumos Alapítvány részét képező OpenIndiana projekt célja az OpenSolaris kódbázis fejlesztésének és terjesztésének folytatása. Azóta sokkal több Illumos-disztribúció érhető el, például a nyílt fejlesztés folytatása vagy támogatás nyújtása.
Az OpenSolaris a Sun és az AT&T által az 1980-as évek végén kifejlesztett UNIX System V Release 4 (SVR4) kódbázis leszármazottja. Ez az egyetlen verziója a UNIX System V változatának, amely nyílt forráskódként elérhető. Az OpenSolaris több szoftverkonszolidáció kombinációjaként került kifejlesztésre, amelyek a Solaris 10 óta nyílt forrásból származnak. Különféle ingyenes szoftvereket tartalmaz, beleértve a népszerű asztali és szerver szoftvereket. 2010. augusztus 13-án, pénteken kezdtek kiderülni az OpenSolaris projekt leállításának és a Solaris új, zárt forráskódú, saját verziójának, a Solaris 11-nek a várható kiadása.

## Történelem
Az OpenSolaris a Solaris-ra épült, amelyet 1991-ben eredetileg a Sun adott ki. A Solaris a UNIX System V Release 4 (SVR4) verziója, amelyet a Sun és az AT&T közösen fejlesztett ki, hogy egyesítse a meglévő Unix rendszerek jellemzőit. A Novell- től a Sun engedélyt kapott a SunOS cseréjéhez.
Az OpenSolaris tervezését 2004 elején kezdték meg.  2004 szeptemberében hoztak létre egy kísérleti programot, amelyben a Sun-nak18 külsős tagja volt, és 9 hónapon keresztül 145 külső résztvevővé nőtte ki magát. A Sun benyújtotta a CDDL-t (Common Development and Distribution License) az OSI-hez, amelyet 2005. január 14-én jóváhagytak.
A Solaris kódbázis első, nyílt forrásból származó része a Solaris Dynamic Tracing szolgáltatás (közismert nevén DTrace ) volt, egy eszköz, amely segíti az alkalmazások és rendszerek elemzését, hibakeresését és hangolását. A DTrace a CDDL alatt jelent meg 2005. január 25-én, az újonnan indított opensolaris.org weboldalon. A Solaris rendszerkód nagy részét 2005. június 14-én adták ki. Azonban marad néhány olyan rendszerkód, amely nem nyílt forráskódú, és csak előre lefordított bináris fájlként érhető el.
Az újonnan indított projekt irányítására 2005. április 4-én meghirdették a Közösségi Tanácsadó Testületet: kettőt a kísérleti közösség választott meg, kettőt a Sun által kinevezett alkalmazottakat, egyet pedig a szélesebb szabad szoftver közösségből a Sun nevezett ki. A tagok Roy Fielding, Al Hopper, Rich Teer, Casper Dik és Simon Phipps voltak. 2006. február 10-én a Sun jóváhagyta az OpenSolaris Alapokmányt, amely ezt a testületet ismét független OpenSolaris irányító testületté hozta létre. A szervezet irányítási dokumentumának vagy "alkotmányának" elkészítését az OGB és három meghívott tag kapta meg: Stephen Hahn és Keith Wesolowski (a Sun Solaris szervezetének fejlesztői) és Ben Rockwood (az OpenSolaris prominens tagja). A Sun által a Solaris 10 fejlesztése során fejlesztett korábbi új generációs Solaris operációs rendszer verziója végül Nevada kódnevet kapott, és az OpenSolaris kódbázisból származott, majd ezt az új kódot új OpenSolaris 'Nevada' pillanatkép-készítésekbe vonták be. "Míg a Sun Microsystems ellenőrzése alatt voltak, kéthetente készítettek pillanatképeket a Solaris Nevada-ról (a következő generációs Solaris operációs rendszer kódneve, amely végül a Solaris 10 utódja lesz), és ezt az új kódot az új OpenSolaris előnézeti pillanatképekbe húzták, amelyek elérhetők a Genunix.org oldalon. . Az OpenSolaris stabil kiadásai ezeken a nevadai építményeken alapulnak. " 
Kezdetben a Sun Solaris Express programja az OpenSolaris kódon alapuló disztribúciót nyújtott a Solaris kiadásokban található szoftverekkel kombinálva. Az első független terjesztés 2005. június 17-én jelent meg, és azóta már továbbiak is.
2007. március 19-én a Sun bejelentette, hogy Ian Murdockot, a Debian alapítóját vette fel az Indiana Project élére, hogy teljes OpenSolaris disztribúciót készítsen, a GNOME-val és a GNU felhasználói eszközeivel, valamint egy hálózati alapú csomag irányítási rendszerrel . Az új disztribúciót a felhasználói élmény frissítésére tervezték, és ez lesz a Solaris Express utódja a jövőbeli kiadások alapjaként.
2008. május 5-én az OpenSolaris 2008.05 olyan formátumban jelent meg, amely Live CD- ként indítható vagy közvetlenül telepíthető. Elsődleges felhasználói felületként a GNOME asztali környezetet használja. A későbbi OpenSolaris 2008.11 kiadás tartalmazott egy GUI-t a ZFS pillanatfelvételi képességeihez, más néven Time Slider, amely a macOS Time Machine- jéhez hasonló funkciókat biztosít.
2008 decemberében a Sun Microsystems és a Toshiba America Information Systems bejelentette, hogy az OpenSolaris-szal előre telepített Toshiba laptopokat terjesztenek. 2009. április 1-jén a Tecra M10 és a Portégé R600 előre telepítve volt az OpenSolaris 2008.11 kiadással és számos kiegészítő szoftvercsomaggal.
2009. június 1-jén megjelent az OpenSolaris 2009.06 a SPARC platform támogatásával.
2010. január 6-án bejelentették, hogy a Solaris Express program bezárul, míg az OpenSolaris bináris kiadást 2010. március 26-ra tervezték. Az OpenSolaris 2010.03 kiadás soha nem jelent meg.
2010. augusztus 13-án az Oracle a hírek szerint megszüntette az OpenSolaris bináris terjesztést, hogy a Solaris Express bináris terjesztési programra tudjon összpontosítani. A forráskódot továbbra is elfogadják a közösség részéről, és az Oracle forráskódját továbbra is felszabadítják az Open Source-ba, de az Oracle-kódkiadások csak bináris kiadások után következhetnek be.Egy belső e-mailt adott ki az egyik OpenSolaris kernel fejlesztő, de az Oracle nem erősítette meg.
Folytatódnak az upstream hozzájárulások egy új Oracle webhelyen,  a bináris terjesztés a régi Solaris Express modell szerint, valamint a downstream forráskód közzététele is. De a forráskód kiadása bináris vágások után következik be, és a bináris vágások is ritkábbak lesznek.
2010. szeptember 14-én hivatalosan is elindították az OpenIndianát a londoni JISC Központban. Míg az OpenIndiana technikai értelemben elágazás, az lélekben az OpenSolaris folytatása: a projekt egy System V család operációs rendszert kíván szállítani, amely binárisan kompatibilis az Oracle Solaris 11 és Solaris 11 Express termékeivel. Az OpenIndiana azonban nem az OS / Net [szükséges pontosítás] alapú konszolidáción alapszik, mint az OpenSolaris, hanem az illumos alapú disztribúcióvá vált (az első kiadás még mindig az OS / Net körüli). A projekt ugyanazt az IPS csomagkezelő rendszert használja, mint az OpenSolaris.
2010. november 12-én az Oracle közzétette az OpenSolaris (134b) utolsó verzióját a release repository-ban, hogy a Solaris 11 Express frissítési útvonalaként szolgáljon.
Az Oracle Solaris 11 Express 2010.11, a Solaris 11 előzetes verziója és az Oracle OpenSolaris utáni disztribúciójának első kiadása 2010. november 15-én jelent meg.

## Verziótörténet
| Version | Build | Release date     | End of support phase      | End of support phase      | End of support phase                      |
| Version | Build | Release date     | General Availability (GA) | Post End of Version (EOV) | SunSpectrum End of Service Life (SS-EOSL) |
| ------- | ----- | ---------------- | ------------------------- | ------------------------- | ----------------------------------------- |
| 2008.05 | 86    | 13 May 2008      | 13 November 2008          | 13 May 2011               | -                                         |
| 2008.11 | 101b  | 25 November 2008 | 25 May 2009               | 25 November 2011          | -                                         |
| 2009.06 | 111b  | 1 June 2009      | 1 December 2009           | 1 June 2012               | 1 June 2014                               |

| Color | Meaning                     |
| ----- | --------------------------- |
| Red   | Release no longer supported |
| Green | Release still supported     |

## Kiadási modell

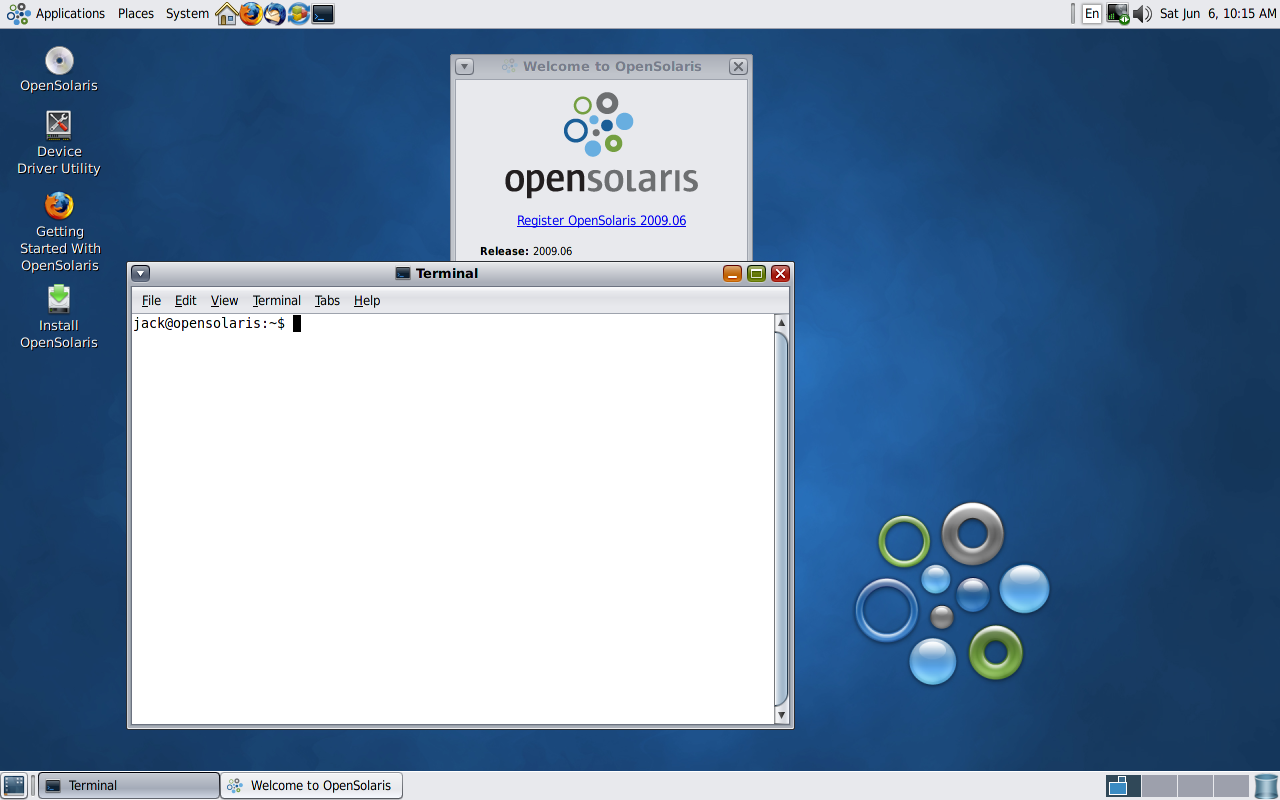
OpenSolaris 2009.06 x86 LiveCD GNOME terminállal

Az OpenSolarist fejlesztési (instabil) és termelési (stabil) kiadásként egyaránt kínálták.
- A fejlesztési kiadások a legújabb OpenSolaris kódbázisból (konszolidációk) épültek, és újabb technológiákat, biztonsági frissítéseket és hibajavításokat, valamint további alkalmazásokat tartalmaztak, de nem biztos, hogy átestek rajta.
- A gyártási kiadásokat a fejlesztési kódbázis pillanatképéből (egy kód befagyasztását követően ) elágazó ágakba soroltuk, és minőségbiztosítási folyamaton mentek keresztül, amely backporting biztonsági frissítéseket és hibajavításokat tartalmaz.

Az OpenSolaris telepíthető CD-ROM-ról, USB- meghajtókról vagy hálózatról az Automated Installer segítségével. A CD-, USB- és hálózati telepítési képek elérhetővé válnak mindkét típusú kiadáshoz.

### Adattárak
Az OpenSolaris az Image Packaging System (más néven pkg (5)) nevű hálózattudatos csomagkezelő rendszert használja a telepített szoftverek hozzáadásához, eltávolításához és kezeléséhez, valamint az újabb kiadásokra történő frissítéshez.
Az OpenSolaris fejlesztői kiadásainak csomagjait az Oracle általában kéthetente tette közzé a dev tárházban. A produkciós kiadások a release repository-t  amely csak a következő produkciós kiadásig kap frissítéseket. Csak a Sun fizetett támogatási szerződéssel rendelkező ügyfelei férhetnek hozzá a gyártási kiadások frissítéseihez.
A fizetett támogatást a gyártási kiadásokhoz, amely hozzáférést biztosít a biztonsági frissítésekhez és hibajavításokhoz, a Sun a pkg.sun.com oldalon található support tárolón keresztül kínálta.

## Dokumentáció
Az OpenSolaris hardver-kompatibilitási listája (HCL) megtekinthető az OpenSolaris telepítéséhez használt hardver kiválasztásakor.
Az OpenSolaris átfogó adminisztrációs, használati és fejlesztési dokumentációja online elérhető  beleértve a közösség által közölt információkat.

## Engedély
A Sun kiadta a Solaris forráskód nagy részét a Common Development and Distribution License ( CDDL ) -ben, amely a Mozilla Public License (MPL) 1.1-es verzióján alapul. A CDDL-t nyílt forráskódú licencként az Open Source Initiative (OSI) hagyta jóvá 2005 januárjában. A CDDL alapján licencelt fájlok kombinálhatók más, nyílt forráskódú vagy tulajdonosi licencek alapján licencelt fájlokkal.
Amikor a Sun bejelentette a Java kiadását a GNU General Public License (GPL) alapján, Jonathan Schwartz és Rich Green is utalt a Solaris GPL szerinti kiadásának lehetőségére, Green szerint pedig "biztosan nem" idegenkedik a GPL szerinti újrakezdéstől. Amikor Schwartz (tréfásan) megbökte, Green azt mondta, hogy Sun "nagyon alaposan megnézi". 2007 januárjában az eWeek arról számolt be, hogy a Sun névtelen forrásai azt közölték velük, hogy az OpenSolaris kettős licencű lesz a CDDL és a GPLv3 -mal. Green másnap blogjában azt válaszolta, hogy a cikk helytelen volt, mondván, hogy bár a Sun "nagyon komolyan fontolgatja" az ilyen kettős licencengedményt, ahhoz az OpenSolaris közösség többi részének beleegyezése szükséges.

## Konferenciák
Az első éves OpenSolaris fejlesztői konferenciát (rövidítve OSDevCon) a német Unix felhasználói csoport (GUUG) szervezte, és 2007. február 27. és március 2. között került megrendezésre a németországi Berlini Freie Universitätben . A 2008-as OSDevCon egy közös erőfeszítés a GUUG és a Cseh OpenSolaris felhasználói csoport (CZOSUG) és megjelenés helye június 25-27, 2008-ben Prágában, Csehország . A 2009-es OSDevCon megjelenési hely 2009. október 27–30., Drezda, Németország .
2007-ben a Sun Microsystems megszervezte az első OpenSolaris fejlesztői csúcstalálkozót, amelyet 2007. október 13-án, hétvégén tartottak a kaliforniai egyetemen, Santa Cruzban, az Egyesült Államokban . A 2008. évi OpenSolaris Developer Summit 2008. május 2–3-án visszatért az UCSC-hez, és közvetlenül a Sun új OpenSolaris disztribúciójának elindítása előtt, 2008. május 5-én, a kaliforniai San Franciscóban, a CommunityOne konferencián került megrendezésre.
Az első OpenSolaris Storage Summit-ot a Sun szervezte, és 2008. szeptember 21-én, az SNIA Storage Developer Conference (SDC) előtt, Santa Clarában, Kaliforniában . A második OpenSolaris Storage Summit megelőzte a USENIX File and Storage Technologies (FAST) konferenciát 2009. február 23-án, San Francisco-ban, az Egyesült Államokban.
2009. november 3-án a Sun a Maryland-i Baltimore belső kikötőjében tartott Solaris OpenSolaris biztonsági csúcstalálkozót a nagy telepítési rendszer adminisztrációs konferenciát (LISA) megelőzően.

## Portok
- PowerPC- port:[41] Project Polaris, kísérleti PowerPC-port,[42] a korábbi portálozási erőfeszítések alapján, Project Pulsar [43] a Sun Labs-tól.
- OpenSolaris for System z,[44] az IBM nagygépekhez : A Sine Nomine Associates által kifejlesztett Project Sirius, amelyet a Polaris analógiájaként neveztek meg.
- OpenSolaris az ARM porton [45]
- OpenSolaris a MIPS porton [46]

## Származékok
- Az Illumos, a projekt teljesen nyílt forrású eleme, amelyet a Sun OpenSolaris mérnökei és a NexentaOS támogatása indított el 2010-ben. Ne feledje, hogy az OpenSolaris nem volt 100% -ban nyílt forráskódú: Egyes illesztőprogramok és egyes könyvtárak más vállalatok tulajdonában voltak, amelyeket a Sun (ma már Oracle) licencelt, és amelyeket nem tudtak kiadni.
- OpenIndiana, az Illumos ernyő alatt álló projekt, amelynek célja " ...a termelési kiszolgálókra telepített defacto OpenSolaris disztribúcióvá válni, ahol ingyenes biztonsági és hibajavításokra van szükség. " [17]
- A NexentaStor, a tárolási munkaterhelésekre optimalizált, a Nexenta OS alapján
- OSDyson: Illumos kern GNU felhasználói országgal és a Debian csomagjaival. Törekszik a Debian hivatalos portjává válni.
- SmartOS: Virtualizációközpontú származék a Joyent-től .

### Megszűnt
- Nexenta OS (2012. október 31-én megszűnt), az első disztribúció Ubuntu felhasználói országon alapul Solaris-eredetű kernellel [47]

## További irodalom
- Foxwell, Harry. Pro OpenSolaris [archivált változat], First, Apress, 280. o. (2009. április 22.). ISBN 978-1-4302-1891-3. Hozzáférés ideje: 2009. május 4. [archiválás ideje: 2012. február 18.]
- Solter, Nicholas A.. OpenSolaris Bible [archivált változat], First, Wiley, 1008. o. (2009. február 12.). ISBN 978-0-470-38548-7. Hozzáférés ideje: 2009. május 4. [archiválás ideje: 2010. május 22.]